# Damien Nazon

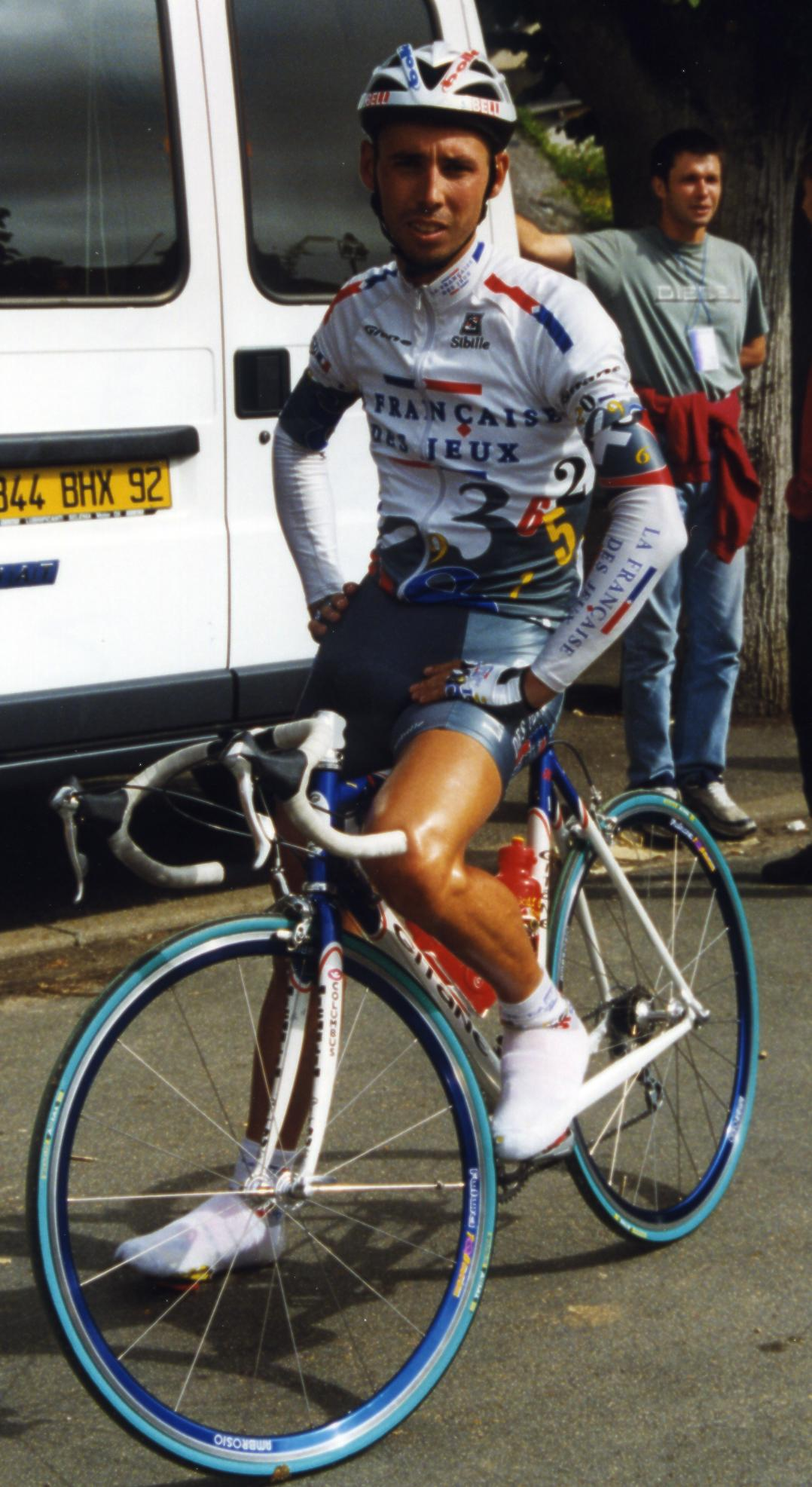
Damien Nazon durante el Tour del Porvenir de 1998

Damien Nazon (Épinal, 26 de junio de 1974) es un ciclista francés, profesional de 1996 a 2005. Su hermano Jean-Patrick también fue ciclista profesional.

## Palmarés
| 1994 - 1 etapa del Circuito de la Sarthe 1995 - 4 etapas de la Carrera de la Paz - Circuit des plages vendéennes - 1 etapa del Circuit des Mines - 2 etapas del Tour de China - París-Roubaix sub-23 1996 - 1 etapa de la Vuelta a Navarra 1997 - 2 etapas del Circuit des Mines - 1 etapa del Tour del Porvenir - 2.º en el Campeonato de Francia en Ruta 1998 - 2 etapas del Circuit des Mines - 1 etapa del Gran Premio de Midi Libre - 1 etapa de la Dauphiné Libéré 1999 - 2 etapas del Tour de Normandía - 2 etapas del Circuito de la Sarthe - 1 etapa del Tour del Porvenir | 2000 - 1 etapa del Tour de Langkawi - 1 etapa del Gran Premio de Midi Libre - Grand Prix de Villers-Cotterêts - Prix Xavier Louarn - 1 etapa del Tour de Poitou-Charentes 2001 - 2 etapas de la Estrella de Bessèges 2002 - 1 etapa del Tour de Catar - 1 etapa de la Vuelta a Bélgica - 1 etapa de la Ruta del Sur - 1 etapa del Tour de l'Ain - 1 etapa del Tour de Poitou-Charentes 2003 - 1 etapa del Tour de Catar - Gran Premio Villa de Lillers - 1 etapa del Critérium Internacional - 1 etapa de los Cuatro Días de Dunkerque 2005 - 1 etapa del Circuito de la Sarthe - 1 etapa del Tour de Picardie |

## Resultados en Grandes Vueltas
| Carrera | Carrera         | 1996 | 1997  | 1998 | 1999  | 2000  | 2001  | 2002  | 2003  | 2004 | 2005 |
| ------- | --------------- | ---- | ----- | ---- | ----- | ----- | ----- | ----- | ----- | ---- | ---- |
|         | Giro de Italia  | —    | —     | —    | —     | —     | Ab.   | —     | —     | —    | —    |
|         | Tour de Francia | —    | F. c. | 96.º | F. c. | 127.º | 109.º | 151.º | 129.º | —    | —    |
|         | Vuelta a España | —    | —     | —    | —     | —     | —     | —     | —     | —    | —    |

—: no participa
Ab.: abandono
F. c.: fuera de control